# William F. Knowland

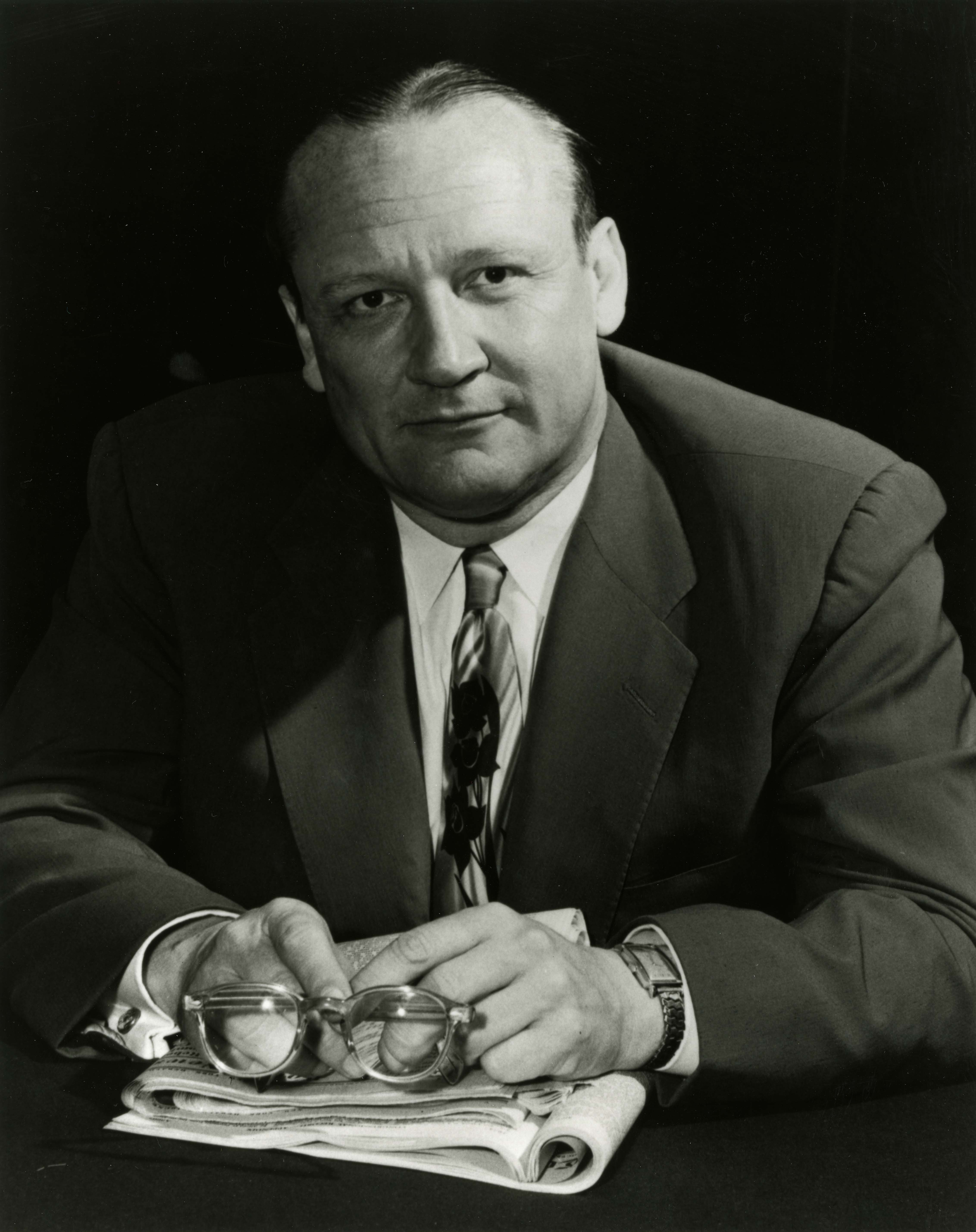
William F. Knowland

William Fife Knowland (* 26. Juni 1908 in Alameda, Kalifornien; † 23. Februar 1974 in Guerneville, Kalifornien) war ein US-amerikanischer Politiker. Als Mitglied der Republikanischen Partei gehörte er von 1945 bis 1959 dem US-Senat an, wo er den Bundesstaat Kalifornien vertrat. Von 1953 bis 1959 war er im Senat auch Fraktionsvorsitzender seiner Partei. Im Jahr 1958 war er außerdem republikanischer Kandidat für das Amt des Gouverneurs von Kalifornien.

## Werdegang

### Frühere Jahre und politischer Aufstieg
Im Jahr 1908 geboren, war er der Sohn von Joseph R. Knowland, der zwischen 1904 und 1915 dem US-Repräsentantenhaus angehörte. Seine leibliche Mutter starb bereits einen Monat nach Knowlands Geburt; später wurde er von der zweiten Ehefrau seines Vaters großgezogen. Knowland studierte an der University of California in Berkeley Politikwissenschaften, was er 1929 abschloss.
Knowland begeisterte sich bereits früh für die Politik. Schon als Teenager half er auf lokaler Ebene bei den republikanischen Präsidentschaftswahlkämpfen. Im November 1932 wurde er als Abgeordneter in die California State Assembly gewählt. Nach Ablauf der zweijährigen Legislaturperiode kandidierte er erfolgreich für den Senat von Kalifornien. Im Jahr 1938 strebte er keine erneute Bewerbung für sein Mandat an, jedoch blieb Knowland in der republikanischen Parteiorganisation Kaliforniens sehr aktiv. Hier war er besonders in die Organisation von diversen Wahlkämpfen involviert. Nach dem Eintritt der USA in den Zweiten Weltkrieg ging er 1942 zu den Streitkräften. Im Frühjahr 1944 war er kurzzeitig in Europa.

### Karriere im US-Senat
Im August 1945 starb der langjährige Senator Hiram Johnson. Daraufhin ernannte Kaliforniens Gouverneur Earl Warren Knowland zum Nachfolger. Am 6. September 1945 legte er offiziell den Eid zum Senator ab. Im November 1946 gewann er seine erste Wahl zum Senator mit klarem Vorsprung. Im November 1952 folgte eine weitere Wiederwahl. Aufgrund seiner großen Popularität gewann er in diesem Jahr auch die Vorwahlen der Demokraten. Die eigentliche Wahl konnte er dann gegen einen parteilosen Bewerber mit einem Stimmenanteil von 88 Prozent haushoch gewinnen. Im Senat gehörte Knowland den Ausschüssen für Wirtschaft und nationale Verteidigung an.
Durch Reden auf den Republikanischen Parteitagen zur Nominierung der Präsidentschaftskandidaten 1948 und 1952 gelang es Knowland auch sein innerparteiliches Profil zu schärfen. Obwohl er Präsident Dwight D. Eisenhower unterstützte, trennte Knowland und Vizepräsident Richard Nixon eine gegenseitige Abneigung. Diese geht auf die Zeit von 1951 bis 1953 zurück, als Nixon den anderen Senatssitz für Kalifornien innehatte. Als im August 1953 Senator Robert A. Taft starb, wurde er zu dessen Nachfolger als Fraktionsvorsitzender der Republikaner im Senat gewählt. Damit fiel ihm der einflussreiche Posten des Majority Leaders zu. Dieses Amt musste er Anfang 1955 aber nach den verlorengegangenen Kongresswahlen an den Demokraten und späteren US-Präsidenten Lyndon B. Johnson abgeben. Knowland blieb aber Chef der republikanischen Fraktion. Von 1955 bis 1959 war er daher Minority Leader, nachdem es den Republikanern 1956 trotz Präsident Eisenhowers Wiederwahl nicht gelungen war, die Mehrheit in der Kongresskammer wieder zu erlangen. Anfang 1956 erwog er kurzzeitig eine Präsidentschaftskandidatur im Falle einer Absage Eisenhowers. Nachdem dieser aber doch angetreten war, verwarf Knowland derartige Pläne rasch wieder.

### Gouverneurswahl 1958 und Ende der politischen Karriere
Anfang des Jahres 1958 überraschte Knowland, indem er erklärte, sich nicht ein drittes Mal um seinen Senatssitz bewerben zu wollen und stattdessen für das Amt des kalifornischen Gouverneurs zu kandidieren. Dabei geriet er zunächst in Konflikt mit dem republikanischen Amtsinhaber Goodwin Knight, der eine erneute Wiederwahl plante. Knight bezichtigte Knowland, das Gouverneursamt nur als Sprungbrett „missbrauchen“ zu wollen, um 1960 bessere Chancen auf die republikanische Präsidentschaftskandidatur zu erhalten. Zu jener Zeit war bereits ein innerparteilicher Machtkampf um den Führungsanspruch der kalifornischen Republikaner zwischen Knowland, Knight und Vizepräsident Nixon entbrannt, die alle drei Ambitionen für das Präsidentenamt hatten. Später fand man für die Wahlen 1958 einen Kompromiss, den auch Präsident Eisenhower mittrug: Knowland würde zum Kandidaten seiner Partei für das Gouverneursamt nominiert werden, während sich Knight um das frei werdende Mandat im Senat bewerben sollte. Das Vorhaben wurde von den Republikanern im Wahlkampf als „Big Switch“ bezeichnet, erwies sich bei der Bevölkerung aber als weniger populär. Auch Knowlands Fürsprache für ein sogenanntes Recht-auf-Arbeitsgesetz, über welches am Wahltag per Volksentscheid abgestimmt werden sollte, erwies sich unter den Wählern als wenig beliebt. Bei der Gouverneurswahl am 4. November 1958 unterlag Knowland überaus deutlich seinem demokratischen Widersacher Pat Brown, der 59,7 Prozent der Stimmen auf sich vereinte. Knowland war mit einem Stimmenanteil von 40 Prozent weit abgeschlagen. Größter Profiteur dieser Wahlen, bei denen auch Knight unterlag, war Richard Nixon, dessen Weg zur republikanischen Präsidentschaftskandidatur 1960 durch die Niederlagen seiner beiden Konkurrenten nun entscheidend geebnet war.
Knowland schied turnusgemäß im Januar 1959 aus dem Kongress aus. Sein Nachfolger wurde der Demokrat Clair Engle. Die Führung der republikanischen Fraktion übernahm Knowlands bisheriger Stellvertreter Everett Dirksen.

### Letzte Jahre
Nach seiner Niederlage war Knowlands politische Karriere faktisch beendet. Jedoch zog er sich nicht völlig aus dem öffentlichen Leben zurück, sondern wechselte in die Zeitungsbranche. Auch wenn er nicht mehr für ein öffentliches Amt kandidierte, äußerte er sich des Öfteren zu politischen Themen. 1966 wurde er nach dem Tode seines Vaters zum Herausgeber der Oakland Tribune. Auch blieb er bis zum Ende der 1960er-Jahre eine wichtige Figur innerhalb der republikanischen Parteiorganisation Kaliforniens. Nach dem Ende seiner politischen Laufbahn hatte Knowland verstärkt mit finanziellen Problemen zu kämpfen. Schon 1959 musste sein Vater eine Radiostation aus seinem Besitz verkaufen, um Spielschulden zu begleichen. Am 23. Februar 1974 beging Knowland 65-jährig mithilfe einer Pistole Suizid. Er fand auf dem Stadtfriedhof von Mountain View in Kalifornien seine letzte Ruhe.

## Privatleben
1926 heiratete Knowland Helen Davis Herrick, mit der er fünf Kinder hatte. Das Ehepaar ließ sich im Frühjahr 1972 scheiden. Bereits einen Monat später heiratete er Ann Dickson, die zwei Kinder aus einer früheren Ehe mit in die Familie brachte. Knowland gehörte der Methodistischen Kirche an.